# Bojan Ilievski
Bojan Ilievski (Bitola, 1 de septiembre de 1999) es un futbolista macedonio que juega en la demarcación de defensa para el F. C. Struga de la Primera División de Macedonia del Norte.

## Selección nacional
Tras jugar en las categorías inferiores de la selección, finalmente debutó con la selección de fútbol de Macedonia del Norte el 22 de octubre de 2022. Lo hizo en un partido amistoso contra Arabia Saudita que finalizó con un resultado de 1-0 a favor del combinado saudita tras el gol de Saleh Al-Shehri.

## Clubes
| Club                          | País                | Año       | Partidos | Goles |
| ----------------------------- | ------------------- | --------- | -------- | ----- |
| F. K. Pelister Bitola         | Macedonia del Norte | 2019-2022 | 76       | 2     |
| F. K. Rabotnički Skopje       | Macedonia del Norte | 2022-2023 | 30       | 1     |
| F. K. Makedonija Ǵorče Petrov | Macedonia del Norte | 2023-2024 | 57       | 2     |
| F. C. Struga                  | Macedonia del Norte | 2024-     | 17       | 1     |

## Palmarés

### Títulos nacionales
| Título                      | Club                          | País                | Año  |
| --------------------------- | ----------------------------- | ------------------- | ---- |
| Copa de Macedonia del Norte | F. K. Makedonija Ǵorče Petrov | Macedonia del Norte | 2023 |